# 포천일고등학교
포천일고등학교(抱川一高等學校)는 대한민국 경기도 포천시 군내면 하성북리에 있는 공립 고등학교이다.

## 학교 연혁
- 1947년 12월 24일 : 포천 공립 초급중학교 인가
- 1948년 2월 1일 : 포천 공립 초급중학교 개교
- 1950년 4월 1일 : 교육법 시행령에 따라 4년제로 개편
- 1951년 8월 25일 : 중학교 4년제 졸업(1회 49명)
- 1953년 3월 22일 : 포천고등학교 설립인가(3학급)
- 1953년 4월 27일 : 포천고등학교 개교
- 1953년 5월 29일 : 초대 이민두 교장 취임
- 1968년 12월 3일 : 학칙변경 포천종합고등학교 (12학급 보통 6, 축산 3, 상업 3)
- 1971년 3월 8일 : 포천여자중·종합고등학교 분리 이전
- 1973년 9월 1일 : 병설 중학교 분리
- 1976년 12월 2일 : 포천중학교 신축 이전
- 1983년 6월 22일 : 학칙변경 포천실업고등학교(21학급 축산 6, 상업 15)
- 2000년 3월 1일 : 학칙변경 포천종합고등학교(24학급 보통 9, 축산 6, 인터넷 9)
- 2006년 3월 1일 : 학칙변경 포천일고등학교(36학급 보통 15, 축산 9, 인터넷 12)
- 2022년 3월 1일 : 제26대 한윤호 교장 취임
- 2024년 1월 5일 : 제69회(졸업생 누계 18,209명)
- 2024년 3월 4일 : 신입생 208명 입학

## 설치 학과
- 7차일반
- 식품반려동물자원과
- 스마트서비스경영과
- 창업콘텐츠과

## 참고 자료
- 포천일고등학교 - 한국교육학술정보원 학교알리미